# Frankrikes Grand Prix 1976
Frankrikes Grand Prix 1976 var det åttonde av 16 lopp ingående i formel 1-VM 1976. 

## Resultat
1. James Hunt, McLaren-Ford, 9 poäng
2. Patrick Depailler, Tyrrell-Ford, 6
3. John Watson, Penske-Ford, 4
4. Carlos Pace, Brabham-Alfa Romeo, 3
5. Mario Andretti, Lotus-Ford, 2
6. Jody Scheckter, Tyrrell-Ford, 1
7. Hans-Joachim Stuck, March-Ford
8. Tom Pryce, Shadow-Ford
9. Arturo Merzario March-Ford
10. Jacky Ickx, Wolf-Williams-Ford
11. Carlos Reutemann, Brabham-Alfa Romeo
12. Jean-Pierre Jarier, Shadow-Ford
13. Michel Leclère, Wolf-Williams-Ford
14. Jacques Laffite, Ligier-Matra
15. Jochen Mass, McLaren-Ford
16. Brett Lunger, Surtees-Ford
17. Guy Edwards, Hesketh-Ford
18. Patrick Nève, Ensign-Ford
19. Ronnie Peterson, March-Ford (varv 51, bränslesystem)

### Förare som bröt loppet
- Alan Jones, Surtees-Ford (varv 44, upphängning)
- Vittorio Brambilla, March-Ford (28, oljetryck)
- Emerson Fittipaldi, Fittipaldi-Ford (21, oljetryck)
- Henri Pescarolo, BS Fabrications (Surtees-Ford) (19, upphängning)
- Clay Regazzoni, Ferrari (17, motor)
- Niki Lauda, Ferrari (8, motor)
- Gunnar Nilsson, Lotus-Ford (8, växellåda)
- Harald Ertl, Hesketh-Ford (4, differential)

### Förare som ej kvalificerade sig
- Damien Magee, RAM (Brabham-Ford)
- Ingo Hoffman, Fittipaldi-Ford
- Loris Kessel, RAM (Brabham-Ford)

## VM-ställning
| Förarmästerskapet 1. Niki Lauda, Ferrari, 52 2. Patrick Depailler, Tyrrell-Ford, 26 James Hunt, McLaren-Ford, 26 3. Jody Scheckter, Tyrrell-Ford, 24 | Konstruktörsmästerskapet 1. Ferrari, 55 2. Tyrrell-Ford, 37 3. McLaren-Ford, 31 |